# Kaduna
Kaduna város Nigéria területén, az azonos nevű Kaduna állam székhelye. Lagostól közúton kb. 780 km-re ÉK-re, Abujától 185 km-re É-ra fekszik. A városnak 2006-ban mintegy 760 000, az agglomerációnak 1 459 000 fő lakosa volt.
Iparváros, textil-, élelmiszer-, acél-, alumínium-, gépiparral, kőolaj-finomítóval. Kulturális és kereskedelmi központ, a környező mezőgazdasági vidék áruinak (jam, gyapot) központja. 
A várost 1913-ban az angolok alapították, s az egykori Északi terület székhelye lett. Az utóbbi években több alkalommal erőszakos összetűzés tört ki a muzulmán és keresztény lakosok között, rengeteg halálos áldozattal. 

## Fordítás
Ez a szócikk részben vagy egészben  a   Kaduna (Nigeria) című német Wikipédia-szócikk fordításán alapul.  Az eredeti cikk szerkesztőit annak laptörténete sorolja fel. Ez a jelzés csupán a megfogalmazás eredetét és a szerzői jogokat jelzi, nem szolgál a cikkben szereplő információk forrásmegjelöléseként.
Ez a szócikk részben vagy egészben  a   Kaduna című angol Wikipédia-szócikk fordításán alapul.  Az eredeti cikk szerkesztőit annak laptörténete sorolja fel. Ez a jelzés csupán a megfogalmazás eredetét és a szerzői jogokat jelzi, nem szolgál a cikkben szereplő információk forrásmegjelöléseként.